# Scarthyla vigilans
La ranita Vigilante (Scarthyla vigilans) es una especie de anfibios de la familia Hylidae.

## Descripción
Hila vigilans es una rana pequeña de entre 20,6 30, 0 mm, con la cabeza más larga que ancha, presenta un hocico truncado y protuyedo sobre la mandíbula inferior, sus dientes vomerianos son redondeados y localizado s por detrás de la coanas, sus pies son palmeados. La piel del dorso es lisa, mientras que la del vientre y parte ventroposterior de los muslos es aerolada, el resto es lisa. Su coloración en ambiente natural es color verde amarillento claro presentando tres líneas longitudinales  oscuras sobre el dorso y dos líneas laterales negruzcas. La región de la ingle suele presentar un color marrón fuerte.

## Distribución
Habita en Colombia y Venezuela.

### Hábitat
Sus hábitats naturales incluyen sabanas secas y húmedas, praderas parcialmente inundadas, pantanos, lagos intermitentes de agua dulce, marismas de agua dulce, corrientes intermitentes de agua, pastos y estanques.